# Нед Бітті

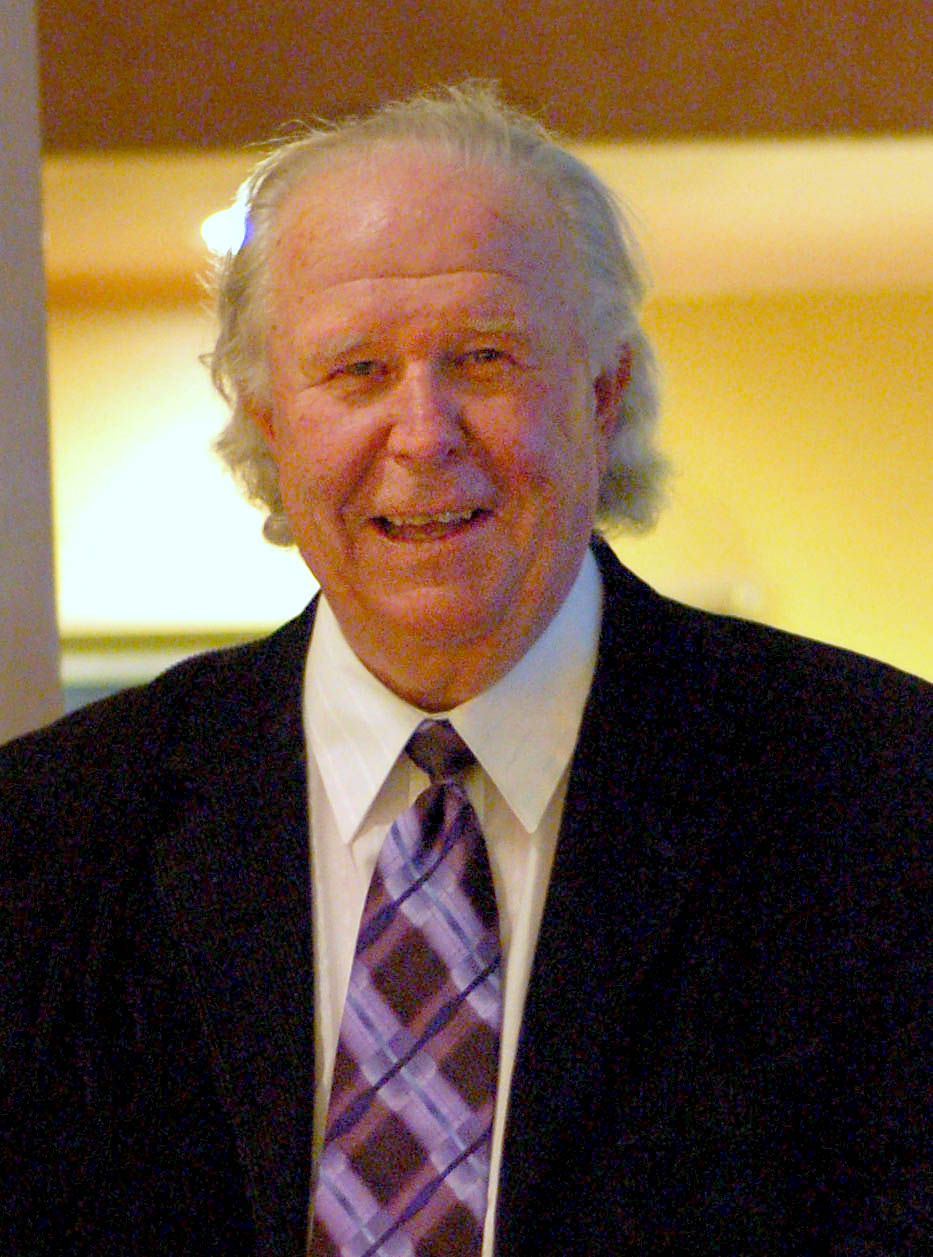
Ned Beatty (2006)

Нед Бітті (англ. Ned Beatty; 6 липня 1937 — 13 червня 2021) — американський актор.

## Біографія
Нед Бітті народився 6 липня 1937 року в Луїсвіллі, штат Кентуккі. Батьки Маргарет Фортні Бітті і Чарльза Вільяма Бітті, ріс із сестрою Мері Маргарет. У дитинстві заробляв гроші, виступаючи з вокальним квартетом у церквах і перукарнях. Дебют на театральній сцені відбувся в дев'ятнадцять років. Відвідував коледж при Трансільванському університеті в Лексингтоні, але вищої освіти не здобув. У середині 1960-х став актором у театрі Луїсвіля, потім працював в театрах Вашингтона і Х'юстона.
На великому екрані дебютував у трилері «Звільнення» (1972), де Бітті зіграв разом з Джоном Войтом і Бертом Рейнольдсом. Найбільш відомі роботи в кіно: «Нешвілл» (1975), «Телемережа» (1976), «Супермен» (1978), «1941» (1979), «Супермен 2» (1980), «Великий кайф» (1986), «Руді» (1993), «Убивства на радіо» (1994). У перших трьох сезонах серіалу «Убивчий відділ» (1993—1995) зіграв детектива Стенлі Боландера.
Був номінований на премію «Оскар» за роль у фільмі «Телемережа» (1976), та на премію «Золотий глобус» за роль у фільмі «Почуй мою пісню» (1991)

## Особисте життя
Бітті був одружений чотири рази: на Вальті Ебботт з 1959 по 1968 рік, народилося 4 дітей; на Белінді Бітті з 1971 по 17 травня 1979 рік, народилося 2 дітей; на Дороті Тінкер Ліндсі з 28 червня 1979 по 1998 рік, народилося 2 дітей; на Сандрі Джонсон з 20 листопада 1999 року.

## Фільмографія
| Рік  |    | Українська назва                        | Оригінальна назва                      | Роль                  |
| ---- | -- | --------------------------------------- | -------------------------------------- | --------------------- |
| 1972 | ф  | Звільнення                              | Deliverance                            | Боббі                 |
| 1972 | ф  |                                         | The Life and Times of Judge Roy Bean   | Тектор Крайтс         |
| 1973 | ф  | Злодій, який прийшов до обіду           | The Thief Who Came to Dinner           | Деамс                 |
| 1973 | ф  | Останній герой Америки                  | The Last American Hero                 | Хакель                |
| 1975 | ф  | Нешвілл                                 | Nashville                              | Делберт Різ           |
| 1976 | ф  | Вся президентська рать                  | All the President's Men                | Мартін Дардіс         |
| 1976 | ф  | Телемережа                              | Network                                | Артур Дженсен         |
| 1976 | ф  | Срібна стріла                           | Silver Streak                          | агент ФБР Боб Стівенс |
| 1976 | ф  | Великий автобус                         | The Big Bus                            | Скотті                |
| 1977 | ф  | Екзорцист 2                             | Exorcist II: The Heretic               | Едвардс               |
| 1978 | ф  | Супермен                                | Superman                               | Отіс                  |
| 1979 | ф  | Мудра кров                              | Wise Blood                             | Гувер Шотс            |
| 1979 | ф  | 1941                                    | 1941                                   | Ворд Дуглас           |
| 1980 | тф | Гаянська трагедія: Історія Джима Джонса | Guyana Tragedy: The Story of Jim Jones | Лео Райан             |
| 1980 | ф  | Супермен 2                              | Superman II                            | Отіс                  |
| 1981 | ф  | Жінка, що неймовірно зменшується        | The Incredible Shrinking Woman         | Ден Бім               |
| 1982 | ф  | Калейдоскоп жахів                       | Creepshow                              | Боб Бін (голос)       |
| 1982 | ф  | Іграшка                                 | The Toy                                | Сідні Морхаус         |
| 1990 | ф  | Рецидив                                 | Repossessed                            | Сем Колаветц          |
| 1990 | ф  | Капітан Америка                         | Captain America                        | Сем Колаветц          |
| 1992 | ф  | Прелюдія до поцілунку                   | Prelude to a Kiss                      | Бойл                  |
| 1994 | ф  | Убивства на радіо                       | Radioland Murders                      | генерал Волт Велен    |
| 1995 | ф  | Справедливий суд                        | Just Cause                             | Макнейр               |
| 1998 | ф  | Його гра                                | He Got Game                            | наглядач Марсель Вятт |
| 1999 | ф  | Життя                                   | Life                                   | Декстер Вілкінс       |
| 2003 | ф  |                                         | Where the Red Fern Grows               | шериф Ейб Макконнелл  |
| 2005 | ф  |                                         | Sweet Land                             | Гармо                 |
| 2007 | ф  | Ескорт для дам                          | The Walker                             | Джек Делорен          |
| 2007 | ф  | Стрілець                                | Shooter                                | сенатор Чарльз Мічам  |
| 2007 | ф  | Війна Чарлі Вілсона                     | Charlie Wilson's War                   | Кларенс «Док» Лонг    |
| 2009 | ф  | В електричному тумані                   | In the Electric Mist                   | Твінкі Лемойн         |
| 2010 | ф  | Убивця всередині мене                   | The Killer Inside Me                   | Честер Конвей         |
| 2010 | мф | Історія іграшок 3                       | Toy Story 3                            | Лотсо (голос)         |
| 2011 | мф | Ранго                                   | Rango                                  | Мер Джон (голос)      |
| 2011 | ф  | Бастіон                                 | Rampart                                | Гартсгорн             |
| 2013 | ф  |                                         | The Big Ask                            | Карл                  |
| 2013 | ф  |                                         | Baggage Claim                          | містер Дональдсон     |